# Рейчел Оуен
Рейчел Мері Оуен (англ. Rachel Mary Owen (30 листопада 1968 — 18 грудня 2016) — валлійська фотографка, граверка та лекторка з середньовічної італійської літератури. Була одружена з вокалістом гурту Radiohead Томом Йорком; вони оголосили про розлучення у 2015 році.

## Життя і кар'єра
Оуен народилася в Кардіффі, Уельс. Здобула ступінь бакалавра італійської мови та образотворчого мистецтва (живопис) зі спеціалізацією «Гравюра» в Університеті Ексетера. У 1990-х роках жила у Флоренції з двома студентами і вивчала живопис у Флорентійській академії мистецтв, де закохалася в творчість Данте. У 2001 році Оуен здобула ступінь доктора філософії в Лондонському університеті, де вона досліджувала ілюстрації в рукописах Божественної комедії Данте Аліг'єрі.
Оуен викладала італійську мову з акцентом на середньовічну італійську літературу, де досліджувала ілюстрацію та її рецепцію в Божественній комедії. Викладала історію мистецтва та дослідження Данте для запрошених студентів в Оксфордському університеті.
Оуен також була художницею-граверкою і членкинею Оксфордського кооперативу гравюристів. Вона поєднувала фотографію з гравюрою, а її роботи досліджували ідеї трансформації за допомогою фотографічних трафаретів. Її роботи були використані на обкладинці синглу Radiohead 1993 року «Pop Is Dead».

## Особисте життя
Протягом 23 років Оуен була у стосунках з вокалістом Radiohead Томом Йорком, з яким познайомилася, коли вони були студентами Ексетерського університету. У них з Йорком народився син Ной (2001) і донька Аґнес (2004). Оуен вплинула на тексти таких пісень Radiohead, як «I Might Be Wrong» та «Optimistic».
У 2012 році журнал Rolling Stone повідомив, що Оуен і Йорк не були одружені, проте пізніше The Times з'ясувала, що вони одружилися на таємній церемонії в Оксфордширі в травні 2003 року. У серпні 2015 року пара оголосила, що розлучилася за взаємною згодою «після 23 творчих і щасливих років». Деякі критики вважали, що розставання вплинуло на лірику альбому Radiohead 2016 року A Moon Shaped Pool.

## Смерть
Оуен померла від раку 18 грудня 2016 року у віці 48 років. Вона викладала італійську мову до останніх місяців життя. 2017 року гурт Radiohead присвятив її пам'яті реліз OKNOTOK, перевидання альбому OK Computer 1997 року.

## Роботи

### Книги
- Rachel Owen: Illustrations for Dante's 'Inferno'. Оксфорд: Бодліанська бібліотека, 2021. Редакція: Девід Боу. ISBN 978-1851245703.

### Виставки
- 2015: Ballon Rouge Art, Тейм, Оксфоршир, Англія, 7–15 листопада 2015[25]

### Статті
- Оуен, Рейчел Мері (2001). Illuminated Manuscripts of Dante's Commedia (1330–1490) in Their Cultural and Artistic Context (PhD). Королівський коледж Гелловей. OCLC 556889838.
- Оуен, Рейчел; Кале, Луїза (2007). The Image of Dante, Poet and Pilgrim. У Брайда, Антонелла (ред.). Dante on View: The Reception of Dante in the Visual and Performing Arts. Лондон: Ashgate. с. 83—94. ISBN 978-0-7546-5896-2. OCLC 83609616.
- Оуен, Рейчел (2001). Хонесс, Клер Е. (ред.). Dante's Reception by 14th- and 15th-century Illustrators of the Commedia (PDF). Reading Medieval Studies. Центр середньовічних досліджень університету Редінга. XXVII: 163—225. ISBN 978-0-704-91215-1. ISSN 0950-3129. OCLC 50612171.